# Geografia Bośni i Hercegowiny

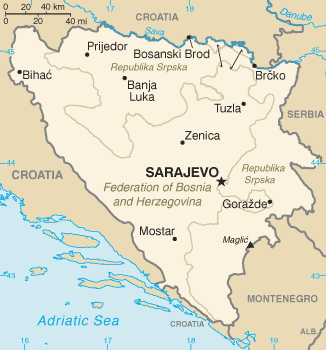
Mapa Bośni i Hercegowiny

Bośnia i Hercegowina jest państwem położonym w Europie Południowej, na Półwyspie Bałkańskim. Jest to obszar górzysty, leżący na styku stref klimatycznych – umiarkowanej i śródziemnomorskiej.

## Powierzchnia – granice
Powierzchnia – 51 129 km²
Skrajne punkty: północny 45°17′N, południowy 42°32′N, zachodni 15°45′E, wschodni 19°40′E. Rozciągłość południkowa wynosi 300 km, a równoleżnikowa 310 km.
Bośnia i Hercegowina graniczy z następującymi państwami:
- Chorwacja – 932 km
- Czarnogóra – 255 km
- Serbia – 302 km

Linia brzegowa – 20 km (Morze Adriatyckie)

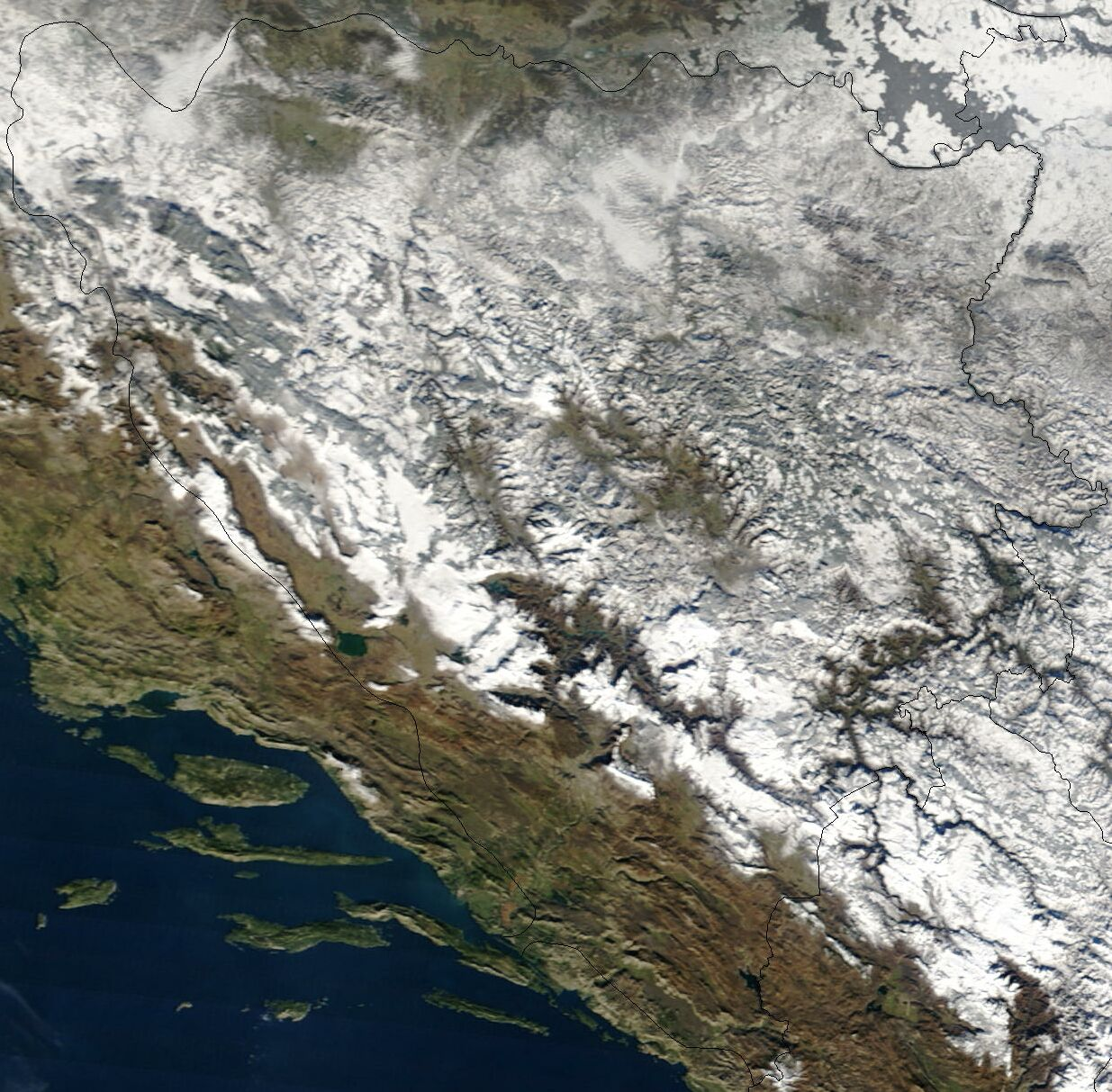
Zdjęcie satelitarne Bośni

## Budowa geologiczna i rzeźba
Tylko 10% obszaru leży na wysokości poniżej 200 m n.p.m., a przeważającą część zajmują Góry Dynarskie, gdzie najwyższy szczyt kraju – Maglić – wznosi się na 2396 m n.p.m. Na skały tworzące owe góry składają się wapienie, dolomity i łupki. Same góry są młodym tworem powstałym w orogenezie alpejskiej. Góry Dynarskie przechodzą ku północy w Nizinę Środkowodunajską. Na południowym zachodzie w wapiennych skałach rozwija się rzeźba krasowa. Tereny nizinne rozciągają się wąskim pasem na północy kraju w dolinie rzeki Sawy, oraz w dolinach jej dopływów. Obszary te wchodzą w skład Niziny Panońskiej, zbudowanej z mezozoicznych osadów morskich i jeziornych.

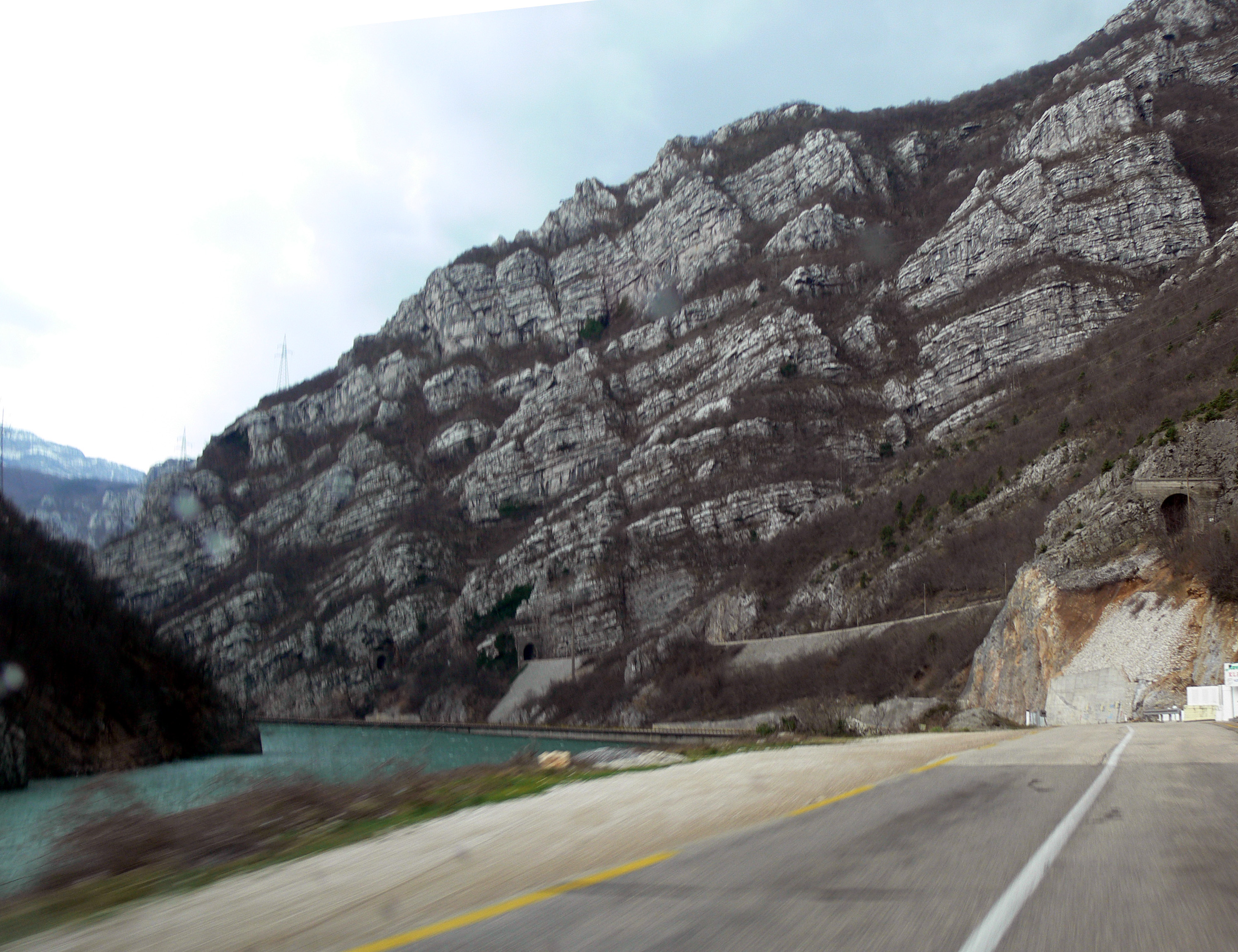
Góry Dynarskie

## Klimat
Kraj położony jest w strefie klimatu umiarkowanego ciepłego na wschodzie i północy oraz podzwrotnikowego śródziemnomorskiego na zachodzie i południu. Średnia roczna temperatura powietrza zimą wynosi od 8 ºC na wybrzeżu do 0 ºC na północy, latem 22ºC–26 °C. Średnia roczna suma opadów waha się od 600 mm na nizinach do 1500 mm w górach. Opady uwarunkowane są przede wszystkim przez górzystą rzeźbę terenu, na którym temperatura maleje. Wraz z wysokością, wzrasta natomiast suma opadów. Na obszarach powyżej 1500 m n.p.m. panuje klimat górski.

## Wody
Sieć rzeczna jest dobrze rozwinięta. Góry stanowią obszar źródłowy wielu rzek. Największe systemy rzeczne tworzą Sawa (prawobrzeżny dopływ Dunaju) z Driną, Bośnią, Uną, Vrbasem oraz uchodząca do Morza Adriatyckiego Neretwa. Przeważająca część kraju należy do zlewiska Morza Czarnego. Z niewielkiej części na południu kraju rzeki uchodzą do Morza Adriatyckiego jak wymieniona wyżej Neretwa. Bośnia posiada niewiele jezior naturalnych, które mają niewielką powierzchnię (największe z nich Blidinje). Więcej jest jezior sztucznych wykorzystywanych w celach hydroenergetycznych, spośród których największe jest Buško.

## Gleby
Obszary nizinne Bośni są pokryte glebami brunatnymi, zaś w dolinach rzek zalegają mady. W górach występują gleby bielicowe i szkieletowe. Na terenach krasowych występują gleby czerwone tzw. terra rosa, zaś na wierzchowinach – gleby pierwotne zwane goletami.

## Fauna i flora
Naturalną szatą roślinną stanowią lasy (zajmują około 45% powierzchni kraju): dębowo-bukowo-grabowe w niższych partiach gór do 600 m n.p.m. Lasy mieszane z sosną i świerkiem rosną w wyższych partiach gór, przechodzących w kosodrzewiny i łąki górskie. Na wybrzeżu rośnie makia.
Na florę kraju składa się ponad 3,5 tys. gatunków roślin (w tym 678 gatunków zagrożonych i ok. 500 endemitów). Występuje tu 3 tys. glonów oraz do 5 tys. grzybów i porostów.
Lasy i zarośla są naturalnym środowiskiem wielu gatunków zwierząt. Żyją w nich m.in.: sarny, jelenie, dziki, lisy pospolite, wiewiórki, orły i myszołowy. Przedstawicielami gadów są jadowite żmije i węże Eskulapa, z płazów żyjących w Bośni charakterystyczna jest salamandra czarna.
Roślinność i świat zwierzęcy podlegają ochronie w parkach narodowych (Sutjeska i Park Narodowy Kozara) oraz rezerwatach przyrody.